# あさラテ
『あさラテ』は、2011年10月15日から2019年9月28日まで秋田放送（ABSラジオ）で放送されていたラジオ番組である。番組の正式名称は頭に担当パーソナリティの名前がつけられ、番組開始から2013年9月までは「松井梨絵子のあさラテ」（まついりえこのあさラテ）、2013年10月から番組終了までは「佐藤有希のあさラテ」（さとうゆきのあさラテ）として放送されていた。放送時間は毎週土曜 7:30 - 10:40（途中、別番組を内包）。

## 番組概要
2004年4月から2007年3月まで3年間放送された『高橋美樹の あさBANG!』を前身とし一時中断を経て、2011年10月15日に「松井梨絵子のあさラテ」（まついりえこのあさラテ）として4年半振りにABSラジオの土曜朝の生ワイドが復活・再スタートを切った。
一週間の秋田県内及び全国ニュースを振り返る「あさラテウィークリー」、週末に秋田県内で開催されるイベント情報を伝える「あさラテ週末イベント情報」など、週末ならではの内容となっている。
2019年9月28日の放送で番組は終了となり、ABSラジオの土曜朝の生ワイドは再び中断となった。

### 松井梨絵子のあさラテ
「あさラテ」開始の2011年10月15日 - 2013年9月28日に放送された。パーソナリティは松井梨絵子。
番組開始と共に番組公式ツイッターも開設。ABSラジオの番組でツイッターの開設は第1号だったため、番組初期にはリスナー向けにツイッターの使い方や魅力について紹介する特集も組まれていた。

### 佐藤有希のあさラテ
2013年10月5日 - 2019年9月28日に放送された。パーソナリティは佐藤有希。
新たに佐藤が担当になったのに伴い番組テーマ曲に「Awakening」を使用し、一部コーナーがリニューアルされた。また、番組ロゴの配色も松井時代は青を基調としていたが、佐藤時代は緑を基調としたものに変更されている（色と担当パーソナリティ名の部分を除いて、ロゴの大まかな変更は無し）。

## テーマソング
通して土岐麻子の曲をテーマソングに使用していた
- 初代：『青空のかけら』（『松井梨絵子のあさラテ』時代）
- 第2代：『Awakening』（『佐藤有希のあさラテ』時代）

## タイムテーブル
| 放送時間 | コーナー名                                                                |
| -------- | ------------------------------------------------------------------------- |
| 7:30     | オープニング                                                              |
| 7:40     | 朝ごはん、いただきます!                                                   |
| 7:55     | さきがけニュース                                                          |
| 8:00     | 話題のアンテナ 日本全国8時です（TBSラジオ）                               |
| 8:15     | 8時台オープニング                                                         |
| 8:25     | あさラテ週末イベント情報                                                  |
| 8:40     | 天気情報                                                                  |
| 8:55     | さきがけニュース                                                          |
| 9:00     | みたねにあいたい                                                          |
| 9:20     | 交通情報                                                                  |
| 9:30     | ラテ推し（不定期放送）                                                    |
| 9:40     | ねむの丘パノラマSTATION（第1週・第3週）                                   |
| 9:40     | ハタハタボイスメール（第2週・第4週）                                      |
| 9:55     | さきがけニュース                                                          |
| 10:00    | 特集                                                                      |
| 10:20    | 天気情報                                                                  |
| 10:30    | エンディング（当日ABSラジオで放送される自社制作番組の告知も行われている） |

## 備考
- 2015年1月3日・2016年1月2日は東京箱根間往復大学駅伝競走実況中継（文化放送制作、8:30 - 14:00）放送のため当番組は休止となった（内包する形で放送している「話題のアンテナ 日本全国8時です」は通常通り放送）。
- 2017年6月3日は、秋田放送主催の「ABSまつり」中継のため、9:55までの短縮放送。